# Șopotu Nou
Șopotu Nou is een Roemeense gemeente in het district Caraș-Severin.
Șopotu Nou telt 1324 inwoners.